# Pere de Barco
Pedro del Barco (El Barco de Ávila, província d'Àvila, ca. 1080 - 1 de novembre de 1155) fou un eremita i eclesiàstic d'Àvila. És venerat com a sant per l'Església catòlica.

## Vida i llegenda
Pedro va néixer a El Barco, fill de dos camperols benestants, el pare del mateix poble i la mare de Piedrahíta. Era el seu únic fill i fou educat cristianament, encaminat a la carrera eclesiàstica i, després d'estudiar, potser a Àvila, va ordenar-se prevere. Els seus pares moriren i es retirà a fer vida eremítica a un lloc de la Ribera Barcense, proper a El Barco, anomenat Huerta de San Pedro. Hi vivia fent pregària i penitència, llaurant-ne les terres i ajudant els pobres de la zona, a més d'instruir-los. Als hiverns, tornava a la seva casa pairal, on vivia en la més gran austeritat. La seva fama de virtut va créixer i el bisbe de Segòvia, Pere d'Agen, el cridà i li donà un benefici de la catedral i el feu canonge, poc després del 1120.
Mentrestant, un canonge de Segòvia havia fundat una comunitat de canonges regulars a Párraces (Bercial, Segòvia), sota la Regla de Sant Benet. Pere hi anà per tenir una vida més austera i virtuosa, i hi visqué durant molts anys. Cap al 1149, el visità Pascual de Tormellas, antic companys d'estudis i amic, que venia de recórrer Europa i Terra Santa com a pelegrí.
Els dos eren grans i decidiren de retirar-se plegats als seus pobles a morir-hi: Pascual marxa a Tormellas i Pere a El Barco de Ávila. Per la seva edat, vivia amb un jove que l'ajudava. La tradició diu que el Senyor li va dir que moriria quan l'aigua de la font es convertís en vi. L'octubre de 1155, Pere va tenir set i demanà al jove que li portés aigua de la font; en tastar-la, va veure que era vi, i morí als tres dies.
La llegenda diu que la gent no es posava d'acord sobre on sebollir-lo: van pujar-ne el cos a una mula amb els ulls embenats i van fer que caminés, decidint que allí on s'aturés, enterrarien el cos. La mula va deixar El Barco, va passar Piedrahíta i en arribar a Àvila, anà a l'església de San Vicente: s'hi aturà i donà una guitza, deixant marcada l'empremta de la ferradura i caient morta. El cos de Pere fou sebollit a l'església de San Vicente, i la mula, al tros de muralla més proper, conegut avui com a Cubo de la Mula.

## Veneració
El sant és enterrat a San Vicente. El 1610 s'edificà al lloc on havia nascut El Barco de Ávila, l'Ermita de San Pedro, que fou secularitzada el 1835. Fins llavors, conservava un os del sant, l'húmer, que fou dipositat a la parròquia.